# Oskar Stavenhagen
Oskar Stavenhagen (* 26. November 1850 auf Gut Sutten, Gemeinde Kabillen, Kreis Talsen, Kurland; † 8. Juli 1930 in Rostock) war ein deutsch-baltischer Historiker und Archivar. Sein Bruder war der Schriftsteller und Pädagoge Karl Stavenhagen.

## Leben
Oskar Stavenhagen war der Sohn des Deutsch-Balten Dr. med. Karl Stavenhagen und der Charlotte Harff. Er besuchte zunächst die Privatschule von Pastor Büttner in Kabillen, dann von 1864 bis 1868 das Gouvernements-Gymnasium in Reval und 1868 das Gouvernements-Gymnasium in Riga. 1869 betätigte er sich als Hauslehrer in Kabillen und Kowno, nahm dann sein Geschichtsstudium an der Kaiserlichen Universität Dorpat auf. Er setzte 1871 sein Studium bei Georg Waitz an der Georg-August-Universität fort und wurde 1872 im Corps Teutonia Göttingen recipiert. Anschließend hospitierte er 1875–1878 an der Universität Leipzig und 1878 an der Albertus-Universität Königsberg. Er betätigte sich in den Jahren 1878 und 1879 als Privatlehrer in Talsen und Riga und nahm dann sein Studium in Dorpat wieder auf, um es bis 1885 zu verfolgen. 1885 absolvierte Stavenhagen sein Candidaten- und Oberlehrerexamen in Geschichte und Geographie. Er arbeitete am Stadtarchiv in Reval und war von 1885 bis 1892 Oberlehrer für Geschichte an der Ritter- und Domschule zu Reval sowie von 1891 bis 1892 an der von Elisabeth von der Howen (1834–1923) gegründeten Mädchenschule („Howensche Schule“) in Reval. Von 1892 bis 1903 lebte Stavenhagen in Reval, Riga, Königsberg, Danzig, Berlin und Mitau. Er verfasste zahlreiche wissenschaftliche Arbeiten. 1903 wurde er zum Direktor des Kurländischen Landesarchivs in Mitau ernannt. Von 1919 bis 1923 lebte er in Lübeck und seit 1923 in Rostock. Oskar Stavenhagen blieb ledig.

## Mitgliedschaften in wissenschaftlichen und literarischen Gesellschaften
Seit 1885 war Stavenhagen korrespondierendes Mitglied der Gesellschaft für Geschichte und Altertumskunde der Ostseeprovinzen Russlands zu Riga, seit 1894 korrespondierendes Mitglied der Ehstländischen Literärischen Gesellschaft sowie Vorstandsglied (bis 1909) bzw. Mitglied der Schulkommission der Vereinigung der Deutschen in Kurland, seit 1910 auch Mitglied des Ausschusses der Kurländischen Gesellschaft für Literatur und Kunst.

## Ehrungen
- Ehrenmitglied der Gesellschaft für Geschichte und Altertumskunde zu Riga (1929)

## Schriften
- Diverse Abhandlungen zur baltischen Geschichte, vor allem zum Mittelalter
- mit Heinz Pirang: Das Baltische Herrenhaus. 1926

## Herausgeber
- mit Leonid Arbusow: Akten und Recesse der livländischen Ständetage. Band 1 (1304–1460), Riga 1907 (Digitalisat)
- Genealogisches Handbuch der kurländischen Ritterschaft. Band 1, Görlitz, o. J. (Digitalisat)
- Genealogisches Handbuch der kurländischen Ritterschaft. Band 2, Görlitz, o. J. (Digitalisat)